# Chang Chao-Tang
(Chang Chao-Tang)
Chang Chao-Tang (Nuova Taipei, 17 novembre 1943 – Taipei, 2 aprile 2024) è stato un fotografo e regista taiwanese.

## Biografia
Venne definito “il fotografo più rappresentativo di Taiwan”, anche se lui stesso respinse tale definizione.
Nacque il 17 novembre 1943 nel distretto di Panchiao nella zona nuova della capitale Taipei.
Nel 1958 iniziò la sua attività fotografica iscrivendosi alla Cheng Kung Senior High School avendo come insegnante Cheng Shang-Hsi e utilizzando una Aires Automat 120.
Si lasciò profondamente ispirare da movimenti artistici occidentali come il surrealismo, l'esistenzialismo e il teatro dell'assurdo che divennero in seguito la maggiore caratteristica della sua estetica.
Nel 1965 tenne la sua prima mostra fotografica "2-Men Contemporary Photography" a Taipei.
Successivamente per 13 anni, a partire dal 1968, lavorò come filmaker alla China Television producendo documentari e vincendo dei premi, come ad esempio per il documentario "An Old House - Chinese Traditional Architecture" nel 1980. A partire dal 1990 si dedicò all'organizzazione di mostre dei propri lavori fotografici.
Con le sue immagini, l'artista andò oltre la cultura e la tradizione cinese e taiwanese. Nelle foto con figure "decapitate" oppure con i volti sfocati, immagini con personaggi quasi smarriti e confusi col paesaggio, egli attraversò e immortalò il periodo storico noto come Terrore Bianco, un periodo oscuro compreso tra il 1949 e il 1987, trentotto anni di legge marziale imposti da Chiang Kai-shek e, dopo la sua morte nel 1975, dal figlio Chiang Ching-kuo, morto nel 1988, durante il quale migliaia di intellettuali e cittadini furono imprigionati e molti fucilati per reati politici.
Nel 2013 realizzò la sua più grande retrospettiva al Taipei Fine Art Museum intitolata "Time - The Images of Chang Chao-Tang".

## Mostre personali
- 1974 "The Farewell", Taipei
- 1983 "Himan Grace and Forgiveness", Taipei e San Francisco
- 1985 "Chang's Image of Taiwan", Hong Kong
- 1986 "Trip - Reverse", Taipei
- 1986 "Image from the East", New York
- 1994 "Image of Trip - Reverse", Paris
- 1996 "Summer of 1962", Taipei
- 2009 "Within, Without", Epson Art Gallery, Taipei
- 2009 "Years in, Years out", Place M Gallery, Tokyo
- 2009 "Years in, Years out", Gallery Now, Seoul
- 2010 "Moments in Time", National Central University, Chongli City
- 2010 "Moments in Time", Providence University, Taichung
- 2010 "Moments in Time", National Chen Kung University, Tainan
- 2010 "The Invisible Contact", Tivac Gallery, Taipei
- 2014 "Images of Youth", Tosei-sha Gallery, Tokyo
- 2014 "Body and Scenes 1962-1985", Zen Foto Gallery, Tokyo
- 2014 "Before & After", Place M Gallery, Tokyo

## Mostre collettive
- 1965 "2-Men Contemporary Photography", Taipei
- 1971 "V-10/Womanology", Taipei
- 1994 "Contemporary Photographt from China, Hong Kong and Taiwan", Hong Kong
- 1996 "Asian View", Tokyo
- 2004 "Retrospective - Taiwan Art Scene in the 70s", Taipei
- 2006 "Retrospective - Taiwan Photography", Pechino e Shanghai
- 2007 "A Legend of Rose Marie Gallery 1953-1973", Taipei
- 2007 "Guangzhou Photo Biennial", Guangdong e Shanghai
- 2008 "Masterpieces by Artist of Taiwan", Kaohsiung Art Museum, Taipei
- 2008 "Home - Taiwan Biennial", National Taiwan Art Museum, Taipei
- 2008 "The hidden 4 - Daegu Photo Biennale", Korea

## Premi
Negli anni vinse numerosi premi importanti, tra cui il Golden Bell (1976), il Premio Nazionale per le Arti (1999) e il Premio Nazionale per la Cultura (2011).

## Pubblicazioni
- 2008 "Chang Chao-Tang", Youlhwadang
- 2010 "Moments in Time 1959-2005", NCU Art Center
- 2010 "The Invisible Contact 1959-1961", self-publishing
- 2013 "Time: The Images of Chang Chao-Tang, 1959-2013", Taipei Fine Arts Museum
- 2013 "VOP Issue 10: The Chang Chao-Tang Issue", Voices of Photography